# Dreizähniges Knabenkraut
Das Dreizähnige Knabenkraut (Neotinea tridentata) gehört zur Gattung Neotinea in der Familie der Orchideengewächse (Orchidaceae). Es ist eine Art mit mediterraner Hauptverbreitung, die in Mittel- und Ostdeutschland zwei isolierte Teilareale besiedelt. Früher zählte man es zur Gattung der Knabenkräuter (Orchis). Nach neueren molekulargenetischen Forschungen wird die Art zur Gattung Neotinea gerechnet.

## Name
Das Dreizähnige Knabenkraut wurde 1772 vom Botaniker Giovanni Antonio Scopoli als Orchis tridentata beschrieben und somit in die Gattung Orchis eingeordnet. Der Name leitet sich von griechisch όρχις orchis = Hoden und tridentata, von lateinisch tri- = drei und dentatus = gezähnt ab. Entsprechend lautet der deutsche Name Dreizähniges Knabenkraut. Der Name nimmt Bezug auf die gezähnten Ränder der Blütenlippe.

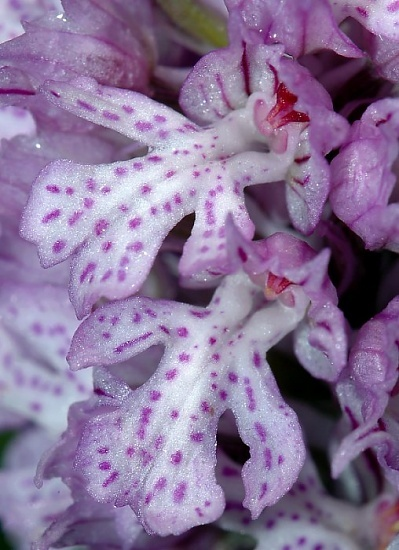
Blüten

## Beschreibung
Das Dreizähnige Knabenkraut ist eine ausdauernde, krautige Pflanze, die eine durchschnittliche Wuchshöhe von 15 bis 45 Zentimetern erreicht. Dieser Geophyt bildet kleine, kugelige bis eiförmige Knollen als Überdauerungsorgane. Die drei bis sechs Laubblätter sind bläulichgrün, ungefleckt und lanzettlich und stehen rosettig am Stängelgrund. Sie sind etwa 4 bis 12 Zentimeter lang und etwa 1,1 bis 2,1 Zentimeter breit. Die oberen Blätter umfassen den Stängel scheidig.
Der ährige Blütenstand trägt etwa 20 bis 50 Blüten. Zu Beginn der Blüte ist er kegelförmig, dann halbkugelig, bis er bei voller Blüte eine kugelige bis eiförmige Form entwickelt. Die Tragblätter sind häutig und etwa so lang wie der Fruchtknoten. Die Kronblätter (Petalen) und Kelchblätter (Sepalen) bilden einen 7 bis 8 Millimeter großen, flammenartig ausladenden Helm. Charakteristisch ist die deutliche, dunkelrosarote Nervatur der Sepalen und Petalen. Die Lippe (Labellum) ist circa 7 bis 12 Millimeter groß, etwas breiter als lang und tief dreilappig, wobei der Mittellappen nochmals gespalten ist und ein kleines Zähnchen zwischen den Enden trägt. Die Lippe ist weiß, manchmal leicht rosa überlaufen, und dunkelrosa gepunktet. Selten findet man auch Pflanzen mit rein weißen Blüten (Albinos). Der Sporn ist zylindrisch, abwärts gerichtet und etwa halb so lang wie der Fruchtknoten.
Die Blütezeit der Art erstreckt sich im Mittelmeergebiet etwa von März bis Mai, am Südalpenrand auch noch länger, in Mitteleuropa relativ einheitlich durch den Mai hindurch.

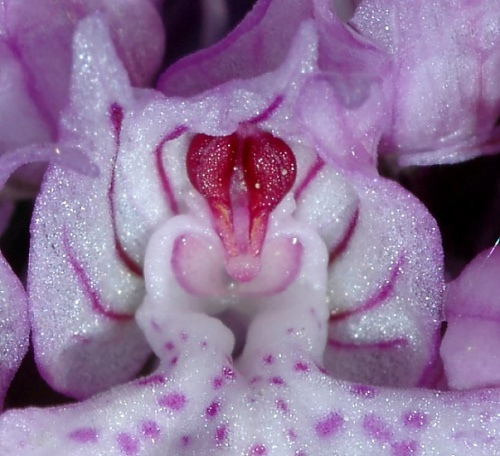
Blütendetail

## Genetik, Entwicklung
Das Dreizähnige Knabenkraut hat einen Karyotyp von zwei Chromosomensätzen und jeweils 21 Chromosomen (Zytologie: 2n = 42).
Der Same dieser Orchidee enthält keinerlei Nährgewebe für den Keimling. Die Keimung erfolgt daher nur bei Infektion durch einen Wurzelpilz (Mykorrhiza). Die Dauer von der Keimung bis zur Entwicklung der blühfähigen Pflanze konnte noch nicht hinreichend bestimmt werden.

## Ökologie und Soziologie

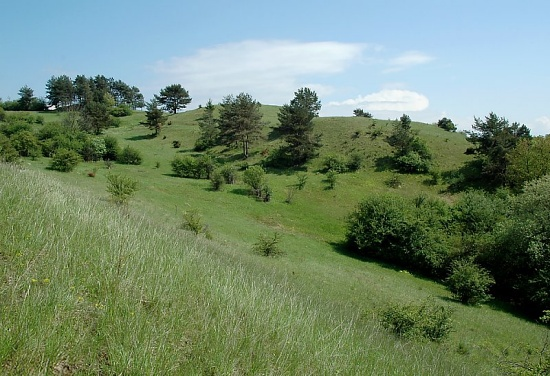
Lebensraum von Neotinea tridentata:
Hügellandschaft auf Zechstein am Rande des Thüringer Waldes

Das Dreizähnige Knabenkraut wächst auf Trocken- und Halbtrockenrasen sowie Magerwiesen auf relativ trockenen basischen Böden, wobei für die mitteleuropäischen Vorkommen eine Affinität zu Zechsteinuntergrund unverkennbar ist. Dagegen wächst sie in ihrem mediterranen Hauptverbreitungsgebiet überwiegend auf Kalk, in den Südalpen mitunter aber auch auf Silikatböden. Die Art gilt als sehr heliophil und tritt meist auf vollbesonnten Standorten mit sehr hohen Beleuchtungsintensitäten auf. Sie findet sich in Mitteleuropa in Pflanzengesellschaften der folgenden Einheiten
- subkontinentale Schafschwingel-Fluren (oder: Sandsteppen auf basenreichen Sanden) (Ordnung Festuco-Sedetalia),
- Kalk-Trockenrasen, (Verband Mesobromion), besonders im Gentiano-Koelerietum.[1]

(Aufschlüsselung siehe: Pflanzensoziologische Einheiten nach Oberdorfer)

## Verbreitung
Das Dreizähnige Knabenkraut reicht in seiner Verbreitung von Mitteleuropa und Südeuropa bis zum Kaukasus und bis Jordanien. In Europa erstreckt es sich vom ozeanisch beeinflussten Bereich des Mittelmeerraumes bis zum südlichen und östlichen Alpenrand. Außerdem besiedelt die Art zwei Teilareale in Mitteleuropa, eines in Mitteldeutschland und ein sehr kleines an der mittleren Oder. In Europa hat die Art Vorkommen in Portugal, Spanien, Frankreich, Deutschland, Schweiz, Italien, Österreich, Polen, Ungarn, Rumänien, Bulgarien, in der früheren Tschechoslowakei, im früheren Jugoslawien, Albanien, Griechenland, Türkei und Ukraine. Nach dem Orchideenkundler Karl Peter Buttler ist es ein Florenelement der meridionalen, submeridionalen und temperaten Florenzone.
In Deutschland ist das Dreizähnige Knabenkraut vor allem in Nordosthessen, Thüringen und Südniedersachsen, außerdem am Rand seines Teilareals in Ostwestfalen und Südwest-Sachsen-Anhalt sowie im östlichen Brandenburg zu finden. Außerhalb dieser geschlossenen Gebiete wurden Funde in Südhessen, Sachsen, Unterfranken und Mecklenburg-Vorpommern bekannt, die jedoch wohl nur temporärer Natur waren.
In Österreich gibt es Funde in Niederösterreich, in der Schweiz am Südalpenrand Tessin, Wallis, Graubünden.

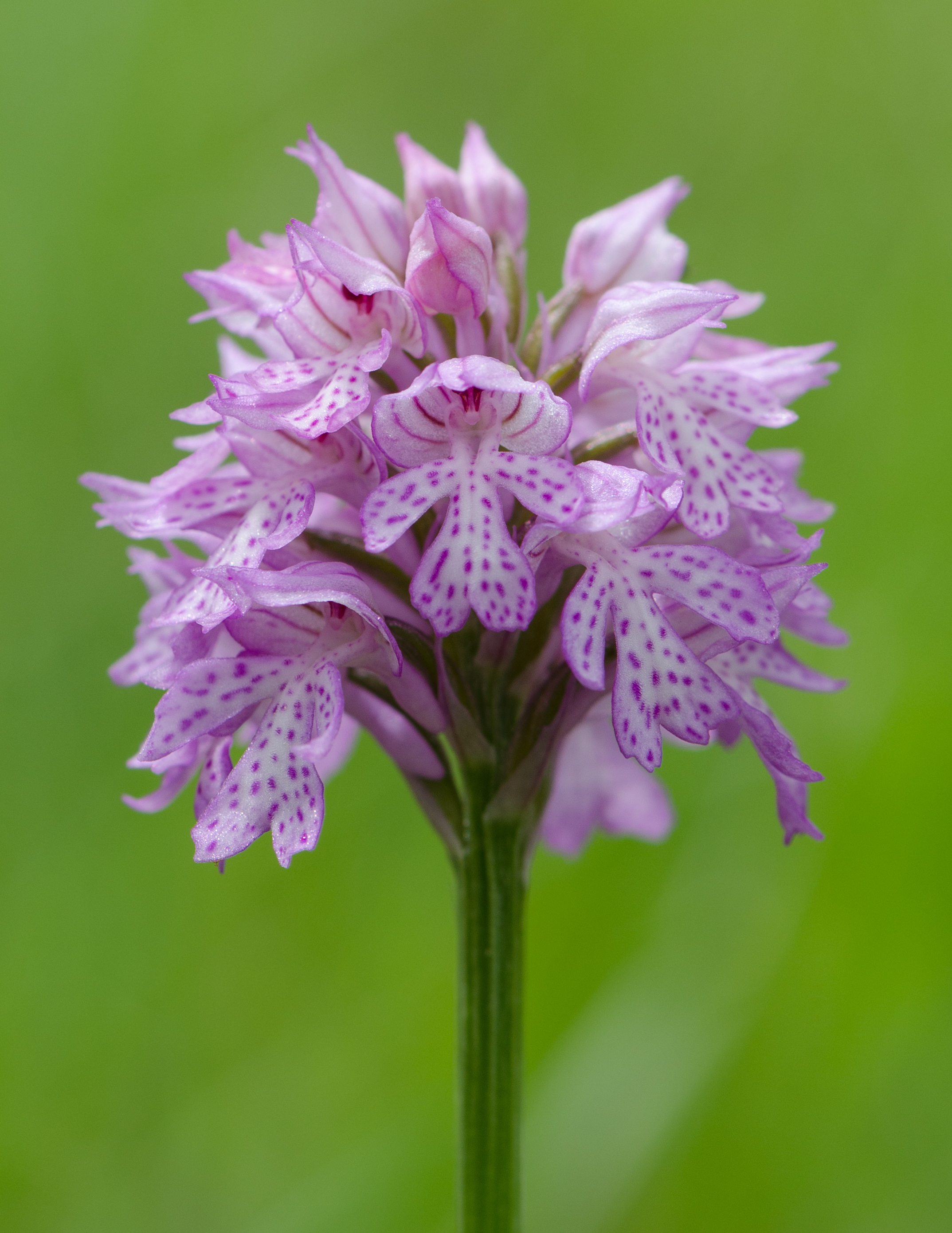
Dreizähniges Knabenkraut (Neotinea tridentata), Blütenstand

## Standorte und Verbreitung in Mitteleuropa
Das Dreizähnige Knabenkraut braucht kalkreichen, humushaltigen Boden in Gegenden mit warmem Klima; es liebt vor allem trockene und warme Sommer. Es besiedelt Trockenrasen und lichte Gebüsche, seltener warme Trockenwälder. Es kommt in Mitteleuropa vor allem im Osten (z. B. in Thüringen und Brandenburg) selten vor. Das Dreizähnige Knabenkraut dringt in die nach Süden offenen Alpentäler ein, wenn auch nur vereinzelt, und besiedelt dort die Talflanken, steigt aber kaum über 1000 m auf. Seine Hauptverbreitung liegt im östlichen Mittelmeergebiet, auf dem Balkan im Kaukasus und dem nördlichen Vorland davon und erstreckt sich weiter bis zum Kaspischen Meer und der türkischen Schwarzmeerküste einschließlich der vorgelagerten Inseln. Hier gedeiht es in Höhenlagen zwischen 0 und 2200 Metern Meereshöhe.
Die ökologischen Zeigerwerte nach Landolt & al. 2010 sind in der Schweiz: Feuchtezahl F = 2+w (frisch aber mäßig wechselnd), Lichtzahl L = 4 (hell), Reaktionszahl R = 4 (neutral bis basisch), Temperaturzahl T = 4+ (warm-kollin), Nährstoffzahl N = 2 (nährstoffarm), Kontinentalitätszahl K = 3 (subozeanisch bis subkontinental).

## Naturschutz und Gefährdung
Wie alle in Europa vorkommenden Orchideenarten steht auch das Dreizähnige Knabenkraut unter strengem Schutz europäischer und nationaler Gesetze. Die Art ist in Deutschland durch die BArtSchV besonders geschützt.
- Rote Listen:
  - Rote Liste Deutschland: 3
  - Rote Liste Bundesländer: Baden-Württemberg: -, Bayern: -, Berlin+Brandenburg: 1, Hamburg: -, Hessen: 4, Mecklenburg-Vorpommern: -, Niedersachsen+Bremen: 2, Nordrhein-Westfalen: 2, Rheinland-Pfalz: -, Saarland: -, Sachsen-Anhalt: 2, Sachsen: 0, Schleswig-Holstein: -, Thüringen: 2

Es gilt entsprechend in Deutschland insgesamt als gefährdet. Es ist insbesondere durch Brachfallen und Verbuschung seiner Standorte sowie durch Intensivierung von Landwirtschaft, lokal aber auch durch die Ausweisung von Bau- und Gewerbegebieten bedroht. In der Schweiz gilt die Art als "verletzlich".

## Systematik
Die Art wird heute, aus genetischen Gründen (Analyse der Verwandtschaft anhand des Vergleichs homologer DNA-Sequenzen), als Neotinea tridentata (Scop.) R.M.Bateman, Pridgeon & M.W.Chase 1997 in die Gattung Neotinea gestellt. In einer Revision der Orchideenarten durch Bateman 1997 auf der Basis von genetischen Merkmalen wurde das Dreizähnige Knabenkraut gemeinsam mit einigen weiteren Arten in die bis dahin monotypische Gattung Neotinea als Neotinea tridentata eingeordnet. Der Erstbeschreibungsname (Basionym) Orchis tridentata Scopoli 1772 wird aber von einigen Systematikern noch anerkannt.

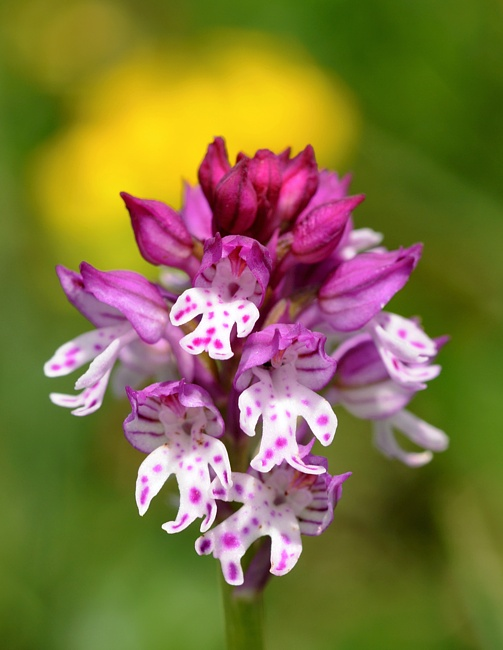
Neotinea × dietrichiana

## Unterarten, Varietäten, Hybriden
Diese Unterarten sind aufgestellt worden:
- Neotinea tridentata subsp. conica (Willd.) R.M.Bateman, Pridgeon & M.W.Chase: Sie kommt in Marokko, Algerien, Portugal, Spanien, Frankreich und auf den Balearen vor.[2] Nach Baumann, Künkele und Lorenz ist diese Sippe zu Neotinea lactea zu stellen.[4]
- Neotinea tridentata subsp. tridentata (Syn.: Neotinea tridentata subsp. commutata (Tod.) R.M. Bateman, Pridgeon & M.W. Chase): Sie kommt von Mittel- und Südeuropa bis Westasien vor. Im Mittelmeerraum kommt sie westlich aber nur bis Sardinien und Korsika vor.[2]

Die frühere Unterart Orchis tridentata subsp. lactea (Poir.) Rouy 1912 gilt heute als eigene Art: Milchweißes Knabenkraut, Neotinea lactea (Poir.) R.M.Bateman, Pridgeon & M.W.Chase.
Früher wurden folgende Varietäten unterschieden:
- Orchis tridentata var. acuminata (Desf.) Maire & Weiller 1959
- Orchis tridentata var. aetnensis (Tineo) Nyman 1882
- Orchis tridentata var. gussonei (Tod.) Nyman 1882
- Orchis tridentata var. hanrici (Hénon) Maire & Weiller 1959
- Orchis tridentata var. parlatoris (Tineo) Nyman 1882

Als Hybriden wurde beschrieben:
- Neotinea × dietrichiana (Bogenh.) H. Kretzschmar, Eccarius & H. Dietr. (Neotinea tridentata ×  Neotinea ustulata)

Diese Hybride kommt auf gemeinsamen Wuchsorten der beiden nah verwandten Arten vor. Jedoch überlappen sich die Vorkommen der beiden Arten nur relativ selten.
Aus genetischen Gründen umstritten sind die folgenden Hybriden (nach heutiger Auffassung intergenerisch, d. h. zwischen Arten unterschiedlicher Gattungen):
- ×Neotinorchis untchjii (M.Schulze) B.Bock (Neotinea tridentata × Orchis mascula)
- ×Neotinorchis canutii (K.Richt.) B.Bock (Neotinea tridentata × Orchis militaris)
- ×Neotinorchis alfredo-fuchsii M.Schulze (Neotinea tridentata × Orchis purpurea)
- ×Orchinea hermaniana (C.Alibertis & A.Alibertis) J.M.H.Shaw (Neotinea tridentata × Orchis anatolica)
- ×Orchinea genovae (Hautz.) J.M.H.Shaw  (Neotinea tridentata × Orchis patens)
- ×Neotinacamptis huteri (M.Schulze) B.Bock (Neotinea tridentata × Anacamptis morio)

## Bildergalerie

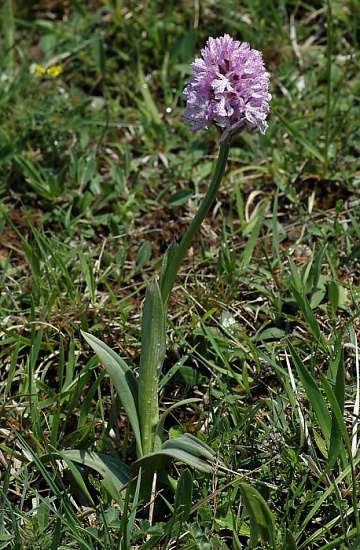
Neotinea tridentata Habitus
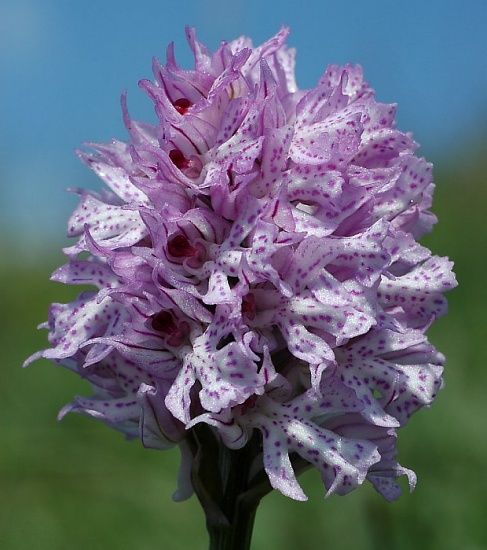
Neotinea tridentata Blütenstand
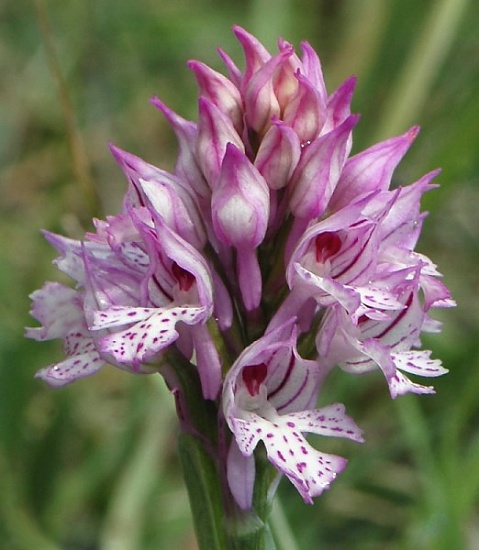
Neotinea tridentata Blütenstand
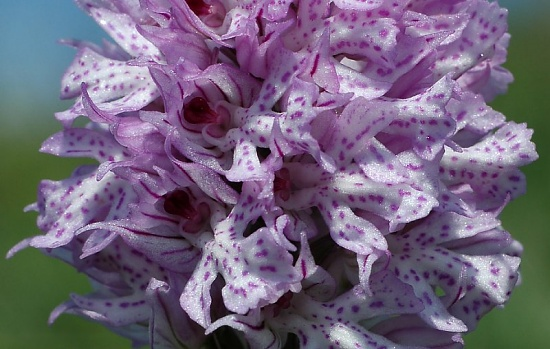
Neotinea tridentata Blüten